# Oakdale (Kalifornia)
Oakdale város az USA Kalifornia államában, Stanislaus megyében. Lakosainak száma 23 181 fő (2020. április 1.).

## Népesség
A település népességének változása:

| 2010 | 20 675 |
| 2020 | 23 181 |